# Strond
Strond egy elnéptelenedett település Feröer Borðoy nevű szigetén. Közigazgatásilag Klaksvík községhez tartozik.

## Földrajz
A sziget nyugati partján, a Borðoyt és Kunoyt összekötő gátnál, Klaksvíktól északra fekszik.

## Történelem
Első írásos említése 1584-ből származik. 1930 körül elnéptelenedett, azóta lakatlan. 1931-ben Klaksvík község vízerőművet létesített a településen.

## Gazdaság
Itt található a SEV egyik erőműve, amely három gázolaj-tüzelésű turbinából áll. A cég egy vízerőművet is üzemeltet a településen.